# Меркеланс, Мартин
Мартин Меркеланс Кастельянос (исп. Martín Merquelanz Castellanos; род. 12 июня 1995, Ирун) — испанский футболист, атакующий полузащитник клуба «Эйбар».

## Клубная карьера
Будучи воспитанником академии «Реал Сосьедада», Меркеланс начал свою профессиональную карьеру игрока в 19 лет, выступая за резервную команду с 2014 года. Дебют его состоялся 31 августа в ходе матча с «Туделано» на выезде, тогда он заменил Пабло Эрвиаса во втором тайме. Первый гол на свой счет Мартин оформил тоже на выезде, в ходе матча с «Менсахеро» 20 сентября 2015 года. Всего за четыре сезона он провел ровно 100 игр в Сегунде B и забил 17 мячей.
Летом 2018 года Меркеланс был переведен в основную команду «бело-синих», но так и не смог закрепиться в составе из-за рецидива серьёзной травмы коленного сустава годичной давности, который случился с ним в матче Ла Лиги с «Эйбаром» 31 августа. Выйдя на замену Асьеру Ильярраменди, Мартин был на поле всего лишь три минуты.
После восстановления Мартина от травмы летом 2019 года «Реал Сосьедад» отправил его в аренду в «Мирандес» до завершения сезона 2019/20. Меркеланс провёл успешный сезон в аренде, проведя 36 матчей и забив 15 голов.
После возвращения в «Реал Сосьедад» из аренды в августе 2020 года Меркеланс заключил с клубом новый пятилетний контракт.